# Landry Bonnefoi

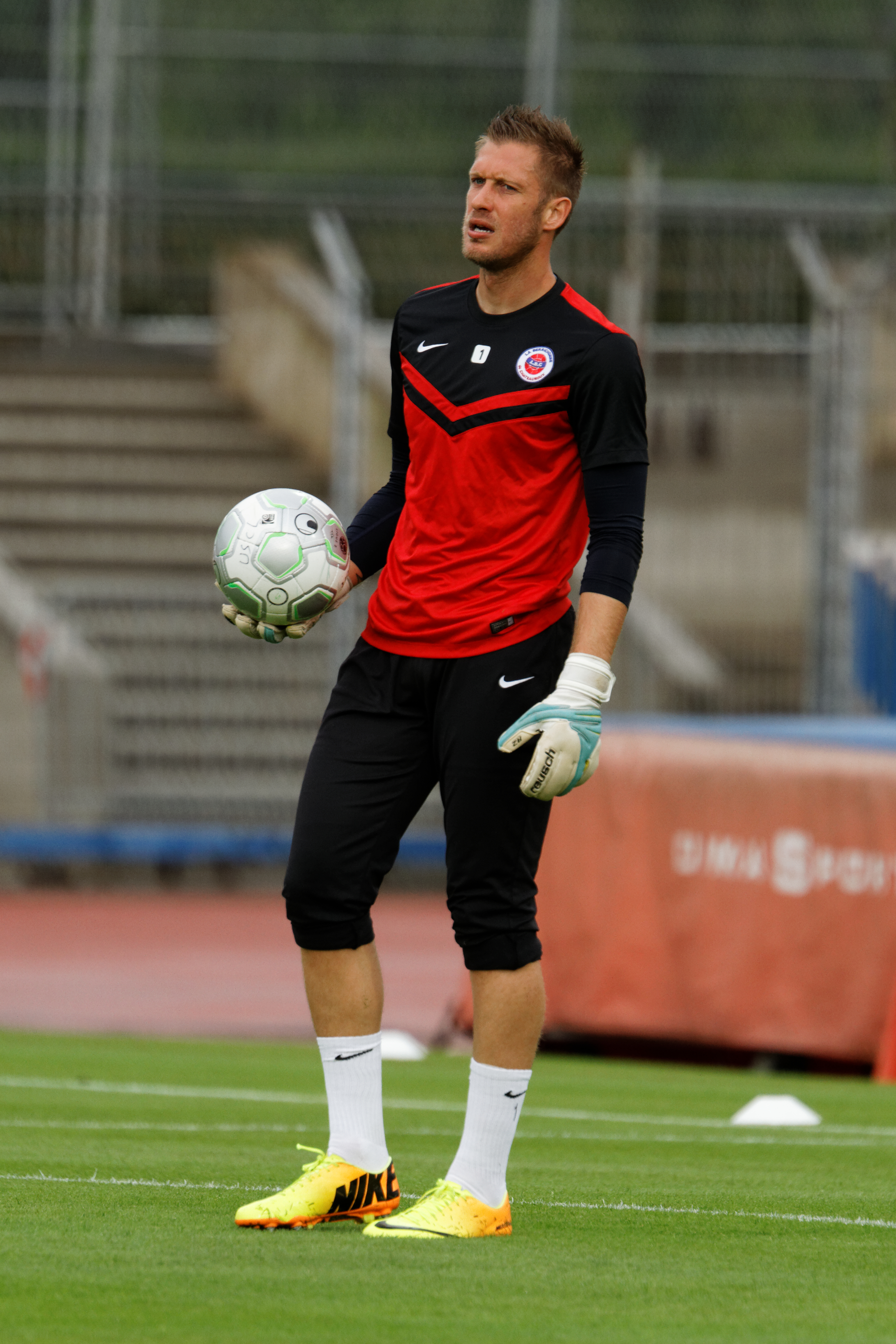
Landry Bonnefoi (2014)

Landry Bonnefoi, född 20 september 1983, är en fransk fotbollsspelare. Han är målvakt i LB Châteauroux.

## Fotnoter
1. ↑  transfermarkt.com, transfermarkt.com spelar-ID: 19119, läst: 9 oktober 2017.[källa från Wikidata]
2. ↑  As, Grupo PRISA, AS.com atlet-id: bonnefoi/14116.[källa från Wikidata]
3. ↑  Base de Datos del Futbol Argentino, BDFA spelar-ID: 66803, läst: 4 april 2022.[källa från Wikidata]